# Wojciech Kalenkiewicz
Wojciech Kalenkiewicz (ur. 31 sierpnia 1914, zm. 12 września 1939 w Piastowie) – porucznik artylerii Wojska Polskiego.

## Życiorys
Urodził się w rodzinie Jana (1875–1960), posła na Sejm RP I kadencji z ramienia Związku Ludowo-Narodowego, i Heleny z Zawadzkich. Był młodszym bratem Anny (1903–1967) i Macieja (1906–1944).
Był absolwentem Szkoły Podchorążych Artylerii w Toruniu. 4 sierpnia 1934 Prezydent RP Ignacy Mościcki mianował go podporucznikiem ze starszeństwem z dniem 15 sierpnia 1934 i 5. lokatą w korpusie oficerów artylerii, a minister spraw wojskowych wcielił do 1 pułku artylerii lekkiej Legionów w Wilnie. Na stopień porucznika został awansowany ze starszeństwem z dniem 19 marca 1938 i 11. lokatą w korpusie oficerów artylerii. W 1939 pełnił służbę w 2 pułku piechoty Legionów na stanowisku dowódcy plutonu artylerii piechoty. Na tym stanowisku walczył w kampanii wrześniowej. 12 września ranny pod Ołtarzewem dostał się do niemieckiej niewoli. Tego samego dnia został zamordowany w Piastowie. Według innej wersji zmarł 26 września w szpitalu PCK w Ursusie, w następstwie ran odniesionych 13 września .

## Ordery i odznaczenia
- Krzyż Srebrny Orderu Wojskowego Virtuti Militari – pośmiertnie 29 września 1939 przez dowódcę Armii „Łódź” i „Warszawa” gen. dyw. Juliusza Rómmla[10]
- Brązowy Krzyż Zasługi – 1938[11]